# Christian Friedrich Gustav von Berckheim
Freiherr Christian Friedrich Gustav von Berckheim, auch Christian von Berckheim, (* 15. Oktober 1817 in Colmar; † 21. November 1889 in Obermais) war badischer Politiker, Diplomat des Großherzogtums Baden, Schlossherr in Weinheim und Gründer des sogenannten Exotenwalds hinter dem Schlosspark in Weinheim. Seine vielfältigen Reisen führten ihn bis nach Amerika.

## Elternhaus

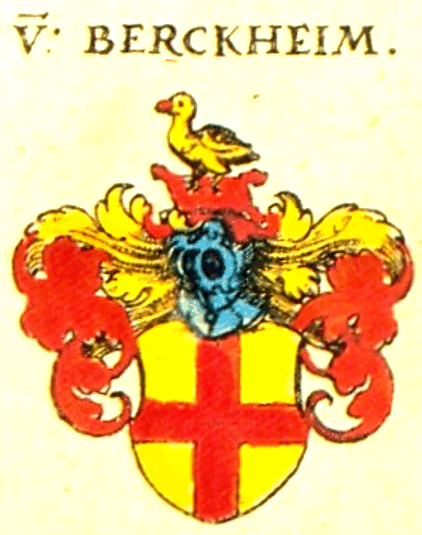
Familienwappen der von Berckheim

Er war der älteste Sohn aus einem reichen Elternhaus. Seine Mutter war Auguste von Stumm (* 25. Mai 1796 Mannheim; † 1. Dezember 1876 Weinheim). Deren Mutter und seine Großmutter war Friederike Auguste Schmalz (* 15. September 1765; † 17. Februar 1854), die Alleinerbin des gleichnamigen Mannheimer Handels- bzw. Bankhauses Schmalz in Mannheim. Dieses hatte quasi den Status einer kurpfälzischen Hausbank. Sein Großvater war Christian Philipp Stumm (* 30. Mai 1760; † 30. April 1826), der mit seinen Brüdern die saarländische Hüttenindustrie, so auch die Dillinger Hütte, begründete.

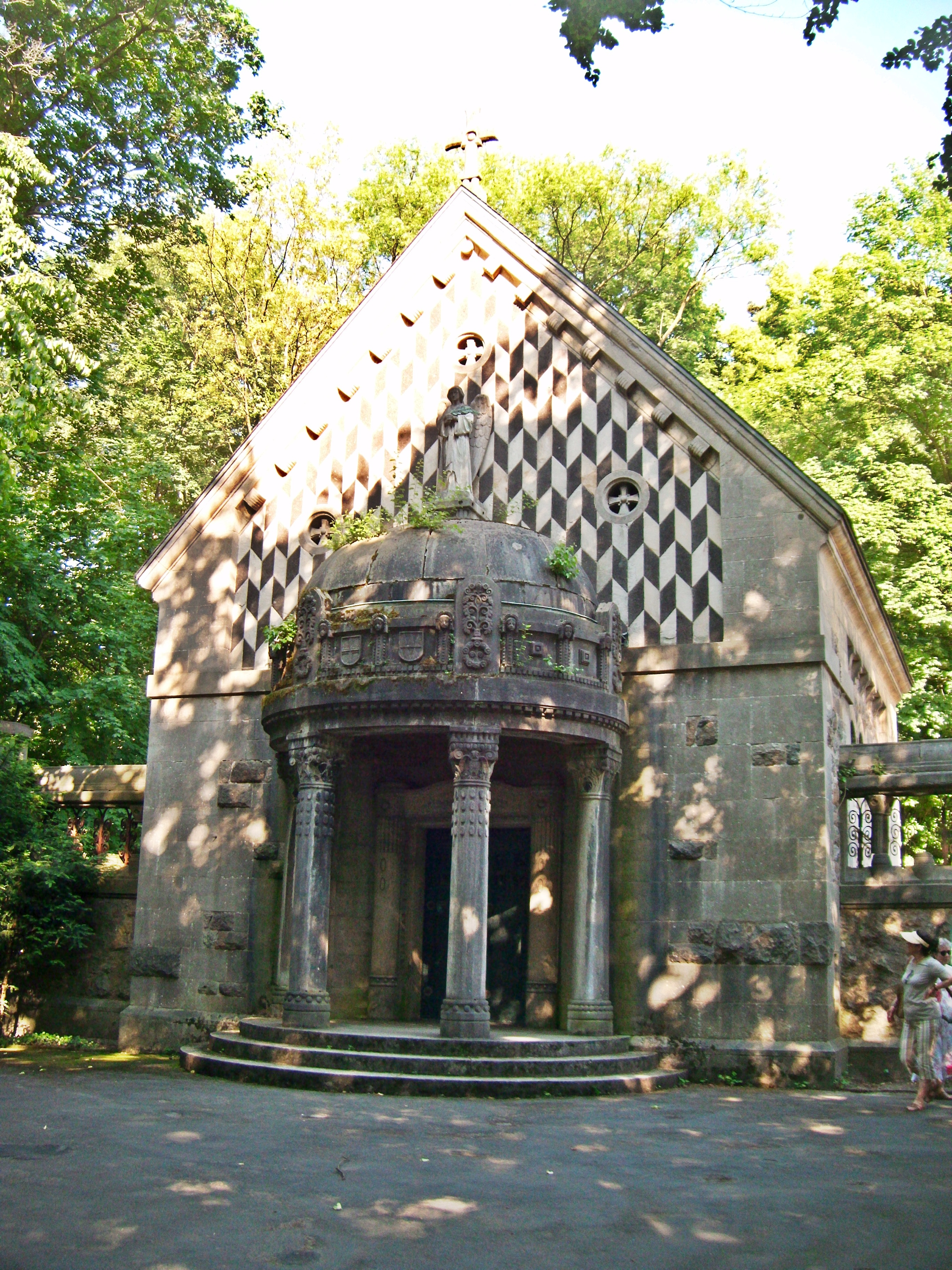
Familienmausoleum im Schlosspark Weinheim, unterhalb des Exotenwaldes

Sein Vater Freiherr Christian Friedrich von Berckheim (* 21. Dezember 1781 Schoppenwihr bei Ostheim, Elsass; † 13. Dezember 1832 Strasbourg) stammte aus einer alten elsässischen Adelsfamilie. Durch den frühen Tod des Vaters wurde er bereits mit 15 Jahren Halbwaise.
Seine Mutter Auguste hatte mit Friederike von Stumm (1793–1829) eine ältere Schwester, die mit Graf Theodor Waldner von Freundstein (1786–1864), ebenfalls aus einer alten elsässischen Adelsfamilie, verheiratet war. Diese Schwester verstarb 1829 auch früh. Die Witwe Freifrau Auguste von Berckheim heiratete später ihren Schwager und Witwer Graf Theodor Waldner von Freundstein und kaufte die Liegenschaft des Weinheimer Schlosses für ihren erstgeborenen Sohn Freiherr Christian von Berckheim.
Christian Friedrich Gustav von Berckheim ruht im Familienmausoleum der Grafen, im Schlosspark Weinheim, unterhalb des von ihm angelegten Exotenwaldes. Die Grabkapelle ist ein Werk des Sakralarchitekten Ludwig Becker.

## Seine einflussreiche Verwandtschaft
Sein Großvater Frédéric von Berckheim (1732–1812) und seine Großmutter Marie Octavie Louise von Glaubitz (1750–1821) hatten zahlreiche Kinder.
- Louise Sophie Octavie de Berckheim (1771–1852) heiratete Frederic von Stein zu Nordheim
- Henriette Sophie Luise de Berckheim (1772–1863) heiratete Augustin-Charles Périer, einen Schüler der École polytechnique in Paris mit Promotion 1790, Deputierter von Isère (1830–1837), Pair von Frankreich (1832) und Ritter der Ehrenlegion (1833). Er stammte aus einer großbürgerlichen Kaufmannsfamilie. Nachkommen, bzw. Verwandte des Ehepaars wurden Präsidenten der Bank von Frankreich, Innenminister und sogar Präsidenten der Französischen Republik.
- Sigismond Frédéric de Berckheim (1775–1819) kaiserlich französischer General; verheiratet mit Elisabeth Bartholdi
- Amélie de Berckheim (1776–1855)
- Friederike, genannt Fanny, de Berckheim (1778–1802) starb früh mit 23 Jahren. Sie war verlobt mit Alexander Louis Baron de Landsberg, aus der Familie ihrer Großmutter.
- Christian Friedrich de Berckheim (1781–1832), Vater des Herrn des Weinheimer Schlosses, sein zweitgeborener Sohn Sigismond Guillaume de Berckheim (1819–1884) wurde ebenfalls französischer General
- Gustav de Berckheim (1784–1812) kaiserlich französischer Rittmeister

## Lebenslauf
Christian Friedrich Gustav von Berckheim wurde badischer Staatsminister und Großhofmeister am Hofe des sich rasant entwickelnden Großherzogtums Baden mit seiner neuen nachnapoleonischen Größe und Gewichtung. Er war u. a. geschickter Unterhändler seines Landes Baden mit der Schweiz und maßgeblich am Vertrag des Eisenbahnbaus über Basel, auf dem Staatsgebiet der Schweizerischen Eidgenossenschaft, beteiligt. Mit dem Vertrag vom 27. Juli 1852 konnte die kostspielige Umfahrung Basels umgangen werden und das neue badische Staatsgebiet um Freiburg nebst Bodenseegebiet für die badische Eisenbahn erschlossen werden. Sein Sohn Siegesmund von Berckheim hatte später noch maßgeblichen Einfluss beim Bau des Badischen Bahnhofs auf dem Gebiet der Stadt Basel.
Auch war er z. B. von 1853 bis 1866 badischer Ministerresident bzw. Gesandter in München und 1859 bevollmächtigter Minister und außerordentlicher Gesandter des Großherzogtums Baden für ein Konkordat mit dem heiligen Stuhl in Rom.
Freiherr Christian von Berckheim heiratete am 21. November 1889 mit Ida Wilhelmine Freiin Waldner von Freundstein (* 17. Juni 1824 Mannheim; † 15. Januar 1907 München) in die Familie seines Stiefvaters ein. Ihr gemeinsamer Sohn Siegmund Theodor Friedrich, Graf von Berckheim (* 23. März 1851 Mannheim; † 8. Juli 1927 Weinheim) wurde badischer Gesandter des Großherzogtums Baden in der Reichshauptstadt Berlin beim Deutschen Kaiser. 1900 wurde er von Wilhelm II. zum Grafen erhoben und erhielt vom Großherzog von Baden die Burgruine Windeck bei Weinheim, als Dank für seine Verdienste um Baden, zum Geschenk. Seine Gemahlin Adolphine Maria Huberta Gabriele Freiin Wambolt von Umstadt (* 28. Januar 1859 Darmstadt; † 30. Juni 1919 Egern, heute Rottach-Egern) zählte zur Zeit ihres Gatten in Berlin zu den schönsten Frauen von Berlin.
Freiherr Christian von Berckheim erweiterte Schloss und Schlosspark in Weinheim. So ließ er 1868 den markanten neugotischen Schlossturm errichten, nach Vorgabe des Blauen Turm in Wimpfen. Angelehnt auch an den Schlossturm, den sein Stiefvater auf dem Limburgerhof errichten ließ, dem zeitweisen Sommersitz seiner Familie.

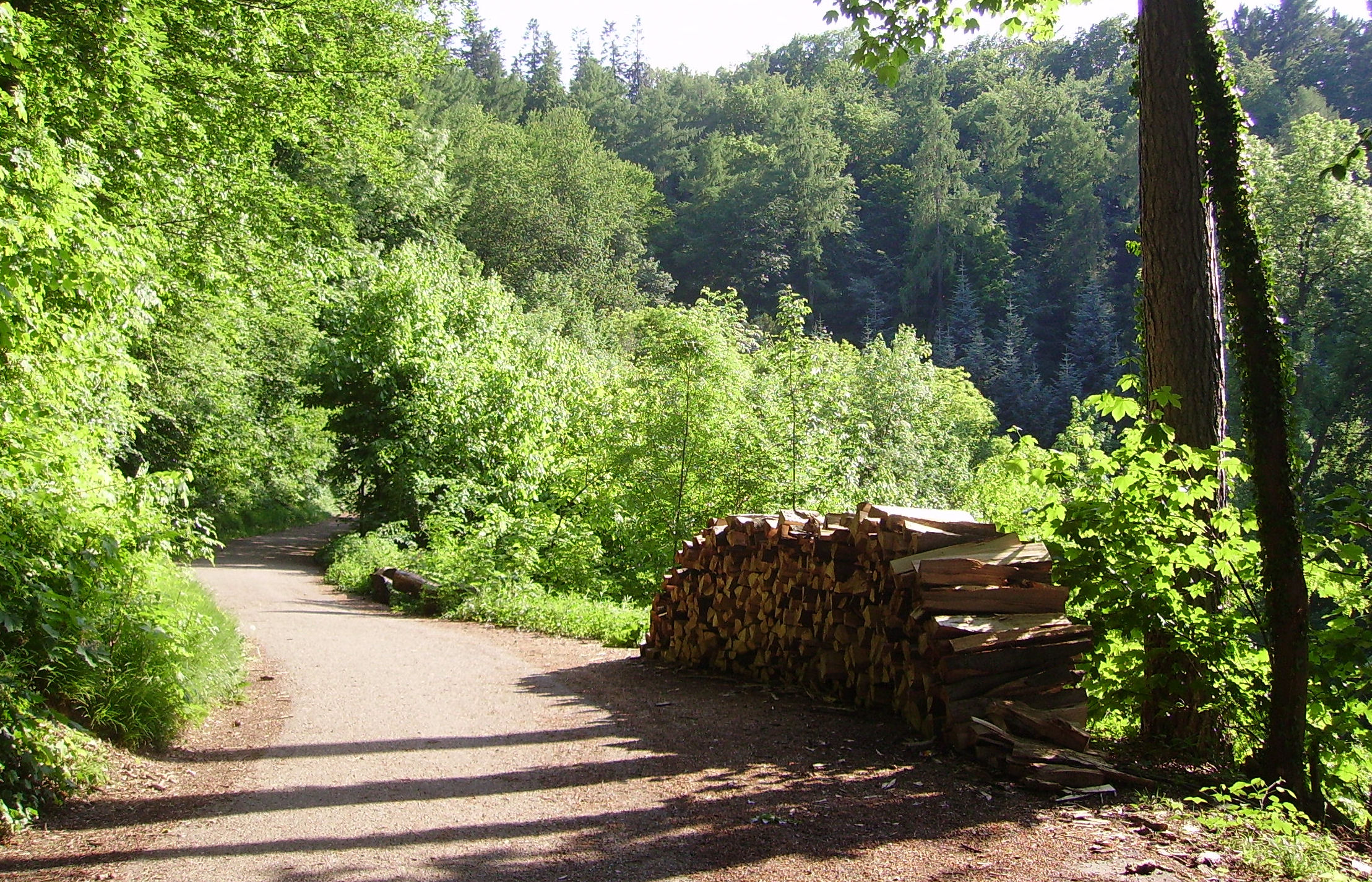
Blick in einen Teilbereiches des Exotenwalds

Heute gilt als seine eigentliche Lebensleistung die Errichtung des in Europa einzigartigen sogenannten Exotenwaldes hinter seinem Schlossparkgelände in Weinheim, ein Naturdenkmal besonderer Art. Kein einfacher Park, sondern wahrhaftig ein Wald. Hier wurden nicht Solitärbäume, sondern auf einer Fläche von 60 Hektar (600.000 m²) exotische Bäume in Gruppen angepflanzt. So kann man hier z. B. ca. fünfzig Mammutbäume zusammenstehend bewundern.
Auch änderte er die Gestaltung des eigentlichen Schlossparks von Weinheim, der ursprünglich als französischer Garten angelegt war. Im 18. Jahrhundert wurde dieser von dem Gartenarchitekten (Clarus) Friedrich Ludwig von Sckell in englischer Manier umgestaltet. Die endgültige Form erhielt er im 19. Jahrhundert durch die Gräfin Auguste Waldner von Freundstein und später durch den Freiherrn Christian von Berckheim selbst. Im Park findet man prächtige Ginkgos und Deutschlands älteste und prächtigste Libanonzeder, Bitterzitronen, Maulbeerbäume und vieles mehr, sowie das von seinem Sohn erbaute Mausoleum für die Adelsfamilie Berckheim.